# Pernille Harder (calciatrice)
Pernille Mosegaard Harder (Ikast, 15 novembre 1992) è una calciatrice danese, centrocampista o attaccante del Bayern Monaco e capitana della nazionale danese.
Ha vinto per due volte lo UEFA Women's Player of the Year Award nel 2018 e nel 2020.

## Biografia
È fidanzata con la calciatrice svedese Magdalena Eriksson.

## Carriera

### Club

#### Gli inizi
Iniziò a giocare a calcio sin da giovanissima, passando ancora quindicenne a giocare per il Team Viborg nel 2007, per poi trasferirsi allo Skovbakken nel 2010. Allo Skovbakken giocò due stagioni in Elitedivisionen, la massima serie del campionato danese, prima di trasferirsi in Svezia tra le file del Linköping.

#### Linköping

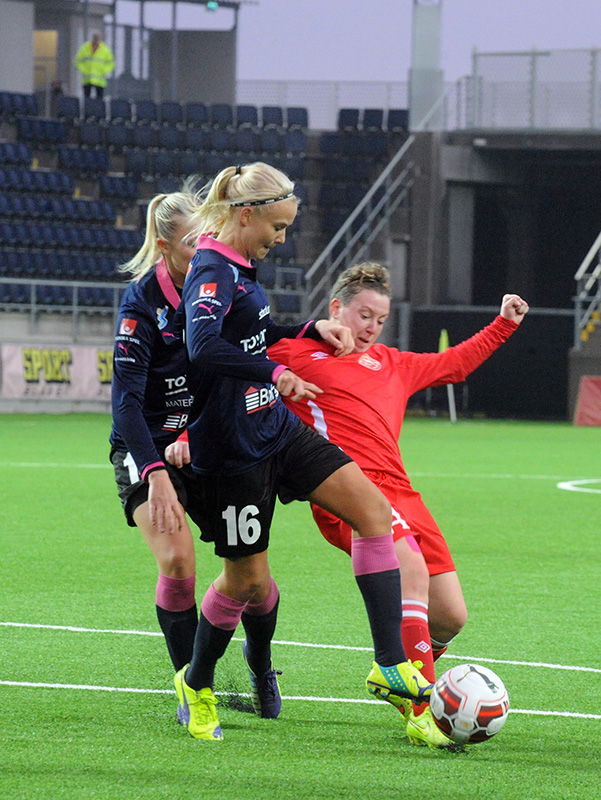
Harder (n. 16) al Linköping, in un'azione di gioco nella Champions League 2014-2015 contro lo Zvezda 2005 Perm'.

Al Linköping Harder giocò per cinque stagioni consecutive dal 2012 al 2016, vincendo il campionato svedese nell'ultima stagione e la coppa di Svezia in due edizioni consecutive. Coi suoi gol si mise in mostra sin da subito, realizzando tutte e quattro le reti della vittoria per 4-1 sul Sunnanå SK nel settembre 2013, e concludendo la stagione 2013 con 18 reti in campionato, seconda solo alla statunitense Christen Press del Tyresö FF nella classifica delle migliori marcatrici.
Nel 2014 fece il suo esordio nella UEFA Women's Champions League, giocando tutte e sei le partite disputate dal Linköping fino all'eliminazione nei quarti di finale, e realizzando anche una rete nella netta vittoria per 5-0 nell'andata degli ottavi di finale contro le russe dello Zvezda 2005 Perm'. Nella Damallsvenskan 2015 realizzò 17 reti, concludendo nuovamente al secondo posto nella classifica delle migliori marcatrici, ma venendo nominata migliore attaccante dell'anno nel campionato svedese. Sempre nel 2015 venne eletta anche migliore calciatrice danese dell'anno. Nel 2016 riuscì a vincere il titolo di capocannoniere della Damallsvenskan con 23 reti realizzate nelle 22 giornate di campionato.

#### Wolfsburg
Nel mese di dicembre 2016 venne annunciato il trasferimento di Harder in Germania, al Wolfsburg, a partire dal 1º gennaio 2017. Al Wolfsburg Harder giocò per tre stagioni e mezza, vincendo il campionato tedesco e la coppa di Germania in tutte e quattro le occasioni. Anche nella Frauen-Bundesliga si mise in mostra per il numero di reti realizzate, vincendo la classifica delle migliori marcatrici del torneo in due occasioni: nella stagione 2017-2018 con 17 reti realizzate e nella stagione 2019-2020 con 27 reti realizzate. Col Wolfsburg ha giocato in altre quattro edizioni della Champions League, arrivando due volte in finale, ma perdendo sempre dalle francesi dell'Olympique Lione, ma realizzando 25 reti nelle 23 presenze cumulate nel quadriennio.
Grazie anche a queste prestazioni col Wolfsburg, Harder ha vinto l'UEFA Women's Player of the Year Award in due occasioni: per la stagione 2017-2018 con ampio margine sulla norvegese Ada Hegerberg e per la stagione 2019-2020 con pochi voti di vantaggio sulla francese Wendie Renard. Nel 2018 era arrivata al secondo posto nella prima edizione del pallone d'oro assegnato alle calciatrici, finendo alle spalle di Ada Hegerberg. Sempre nel 2020 Harder è stata eletta anche migliore attaccante della UEFA Women's Champions League e migliore giocatrice del campionato tedesco.

#### Chelsea e Bayern Monaco
Il 1º settembre 2020 il Chelsea ha annunciato l'ingaggio di Harder, il cui trasferimento a Londra è stato pagato il prezzo record per il calcio femminile di circa 350 000 euro per poter interrompere il contratto che la danese aveva col Wolfsburg per un altro anno ancora.
Nel giugno del 2023 viene annunciato il trasferimento di Harder, insieme alla fidanzata, al Bayern Monaco dopo la fine del suo contratto con la squadra inglese.

### Nazionale

#### Nazionali giovanili
Venne convocata dalla federazione danese per far parte delle rappresentative nazionali giovanili, partendo dalla under 16, dove accumulò 3 presenze nel 2007, per passare lo stesso anno alla selezione under 17 dove giocò fino a raggiunti limiti di età. In questo periodo venne utilizzata prima durante le qualificazioni all'edizione 2008 del campionato europeo di categoria, e poi nella fase finale, conclusa al terzo posto. Grazie a questo risultato, la nazionale danese guadagnò l'accesso al campionato mondiale di Nuova Zelanda 2008, raggiungendo i quarti di finale, dove venne eliminata dalla Corea del Nord, successiva vincitrice del campionato. Harder venne poi impiegata anche durante la prima fase delle qualificazioni al successivo campionato europeo 2009, ma senza poter accedere alla seconda fase per raggiunti limiti di età.
Nel 2009 venne convocata per vestire la maglia della nazionale under 19, facendo il suo esordio il 27 marzo nella partita valida per le qualificazioni al campionato europeo di Bielorussia 2009, e segnando la rete del momentaneo vantaggio sulla Scozia, incontro poi perso 2-1. Fece parte anche della squadra che partecipò all'edizione 2010 del Torneo di La Manga e, successivamente, alle qualificazioni al campionato europeo 2010, senza riuscire ad accedere alla fase finale.

#### Nazionale maggiore

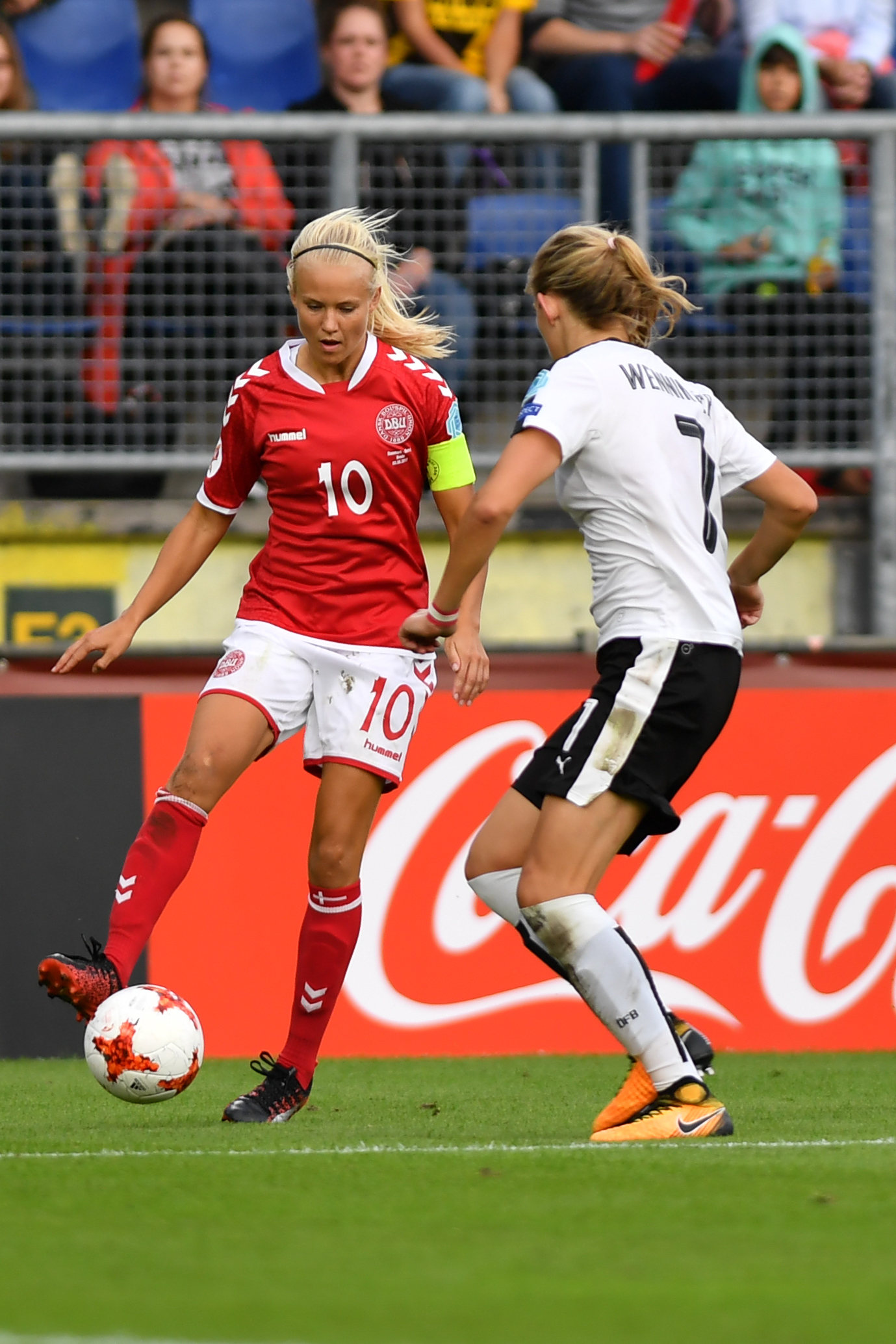
Harder in nazionale, nella gara contro l'Austria all'europeo 2017.

Grazie alle sue prestazioni nelle giovanili, nel 2009 Harder venne convocata nella nazionale maggiore, facendo il suo esordio nella sfida valida per le qualificazioni al campionato mondiale 2011 contro la Georgia; la partita si concluse con la Danimarca vincitrice per 15-0 e con Harder autrice di tre reti.
Da allora venne regolarmente convocata, diventando un elemento fisso dell'attacco della nazionale danese. Nel corso della fase di qualificazione al campionato europeo 2013 realizzò 9 reti nelle otto partite disputate, comprese due triplette, una delle quali nella vittoria 3-0 sull'Austria, risultando così la migliore marcatrice della nazionale. Nella fase finale, disputata in Svezia, giocò tutte le partite fino alle semifinali, dove la nazionale venne eliminata dalla Norvegia dopo i tiri di rigore. Il successivo 26 ottobre 2013 Harder raggiunse la cinquantesima presenza in nazionale nella partita pareggiata con la Serbia e valida per le qualificazioni al campionato mondiale 2015, realizzando anche la rete del momentaneo vantaggio.
Nel mese di marzo 2016 ad Harder venne assegnato il ruolo di capitano della nazionale danese. Anche nella fase di qualificazione al campionato europeo 2017 risultò essere la migliore marcatrice della sua nazionale con sette reti, questa volta assieme alla compagna di squadra Nadia Nadim. Al campionato europeo 2017, disputato nei Paesi Bassi, Harder capitanò la nazionale danese verso il raggiungimento della finale del torneo. In finale la Danimarca affrontò le padrone di casa dei Paesi Bassi, Harder realizzò la rete del temporaneo pareggio sul 2-2 nel primo tempo, ma le orange segnarono altre due reti vincendo il campionato per la prima volta nella loro storia. Al termine del torneo venne inserita come attaccante nella squadra delle migliori giocatrici del torneo. Nel 2018 fu di nuovo la nazionale dei Paesi Bassi a fermare la Danimarca e Harder dall'accedere al campionato mondiale, eliminandola nella semifinale dei play-off.
Sempre con la nazionale danese Harder ha preso parte anche a diverse edizioni dell'Algarve Cup, risultando essere la migliore marcatrice dell'edizione 2017 con quattro reti assieme alla giapponese Kumi Yokoyama, edizioni nella quale la Danimarca chiuse al terzo posto.

## Statistiche

### Presenze e reti nei club
Statistiche aggiornate al 25 agosto 2024.
| Stagione             | Squadra              | Campionato           | Campionato | Campionato | Coppe nazionali | Coppe nazionali | Coppe nazionali | Coppe internazionali | Coppe internazionali | Coppe internazionali | Altre coppe | Altre coppe | Altre coppe | Totale | Totale |
| Stagione             | Squadra              | Comp                 | Pres       | Reti       | Comp            | Pres            | Reti            | Comp                 | Pres                 | Reti                 | Comp        | Pres        | Reti        | Pres   | Reti   |
| -------------------- | -------------------- | -------------------- | ---------- | ---------- | --------------- | --------------- | --------------- | -------------------- | -------------------- | -------------------- | ----------- | ----------- | ----------- | ------ | ------ |
| 2010-2011            | Skovbakken           | ED                   | ?          | ?          | CD              | ?               | ?               | -                    | -                    | -                    | -           | -           | -           | ?      | ?      |
| 2011-2012            | Skovbakken           | ED                   | ?          | ?          | CD              | ?               | ?               | -                    | -                    | -                    | -           | -           | -           | ?      | ?      |
| Totale Skovbakken    | Totale Skovbakken    | Totale Skovbakken    | ?          | ?          |                 | ?               | ?               |                      | -                    | -                    |             | -           | -           | ?      | ?      |
| 2012                 | Linköping            | DS                   | 10         | 3          | CS              | 0               | 0               | -                    | -                    | -                    | -           | -           | -           | 10     | 3      |
| 2013                 | Linköping            | DS                   | 21         | 18         | CS              | 3               | 1               | -                    | -                    | -                    | -           | -           | -           | 24     | 19     |
| 2014                 | Linköping            | DS                   | 13         | 9          | CS              | 5               | 9               | UWCL                 | 6                    | 1                    | -           | -           | -           | 24     | 19     |
| 2015                 | Linköping            | DS                   | 21         | 17         | CS              | 5               | 3               | -                    | -                    | -                    | SS          | 1           | 0           | 27     | 20     |
| 2016                 | Linköping            | DS                   | 22         | 23         | CS              | 0               | 0               | -                    | -                    | -                    | SS          | 1           | 0           | 23     | 23     |
| Totale Linkoping     | Totale Linkoping     | Totale Linkoping     | 87         | 70         |                 | 13              | 13              |                      | 6                    | 1                    |             | 2           | 0           | 108    | 84     |
| gen.-giu. 2017       | Wolfsburg            | BL                   | 12         | 6          | CG              | 3               | 2               | UWCL                 | 2                    | 0                    | -           | -           | -           | 17     | 8      |
| 2017-2018            | Wolfsburg            | BL                   | 21         | 17         | CG              | 3               | 2               | UWCL                 | 8                    | 8                    | -           | -           | -           | 32     | 27     |
| 2018-2019            | Wolfsburg            | BL                   | 21         | 18         | CG              | 5               | 5               | UWCL                 | 6                    | 8                    | -           | -           | -           | 32     | 31     |
| 2019-2020            | Wolfsburg            | BL                   | 21         | 27         | CG              | 5               | 2               | UWCL                 | 7                    | 9                    | -           | -           | -           | 33     | 38     |
| Totale Wolfsburg     | Totale Wolfsburg     | Totale Wolfsburg     | 75         | 68         |                 | 16              | 11              |                      | 23                   | 25                   |             | -           | -           | 114    | 104    |
| 2020-2021            | Chelsea              | WSL                  | 22         | 9          | CI              | ?               | ?               | UWCL                 | 9                    | 4                    | CL          | 4           | 3           | 3      | 1      |
| 2021-2022            | Chelsea              | WSL                  | 5          | 3          | CI              | -               | -               | UWCL                 | 2                    | 2                    | CL          | -           | -           | 3      | 1      |
| Totale Chelsea       | Totale Chelsea       | Totale Chelsea       | 27         | 12         |                 | ?               | ?               |                      | 11                   | 6                    |             | 4           | 3           | 42+    | 21+    |
| 2023-2024            | Bayern Monaco        | BL                   | 15         | 9          | CG              | 5               | 4               | UWCL                 | 3                    | 0                    | -           | -           | -           | 23     | 13     |
| 2024-2025            | Bayern Monaco        | BL                   | -          | -          | CG              | -               | -               | UWCL                 | -                    | -                    | ST          | 1           | 0           | 1      | 0      |
| Totale Bayern Monaco | Totale Bayern Monaco | Totale Bayern Monaco | 15         | 9          |                 | 5               | 4               |                      | 3                    | 0                    |             | 1           | 0           | 24     | 13     |
| Totale carriera      | Totale carriera      | Totale carriera      | 204        | 160        |                 | 34              | 28              |                      | 43                   | 32                   |             | 7           | 3           | 268    | 223    |

### Cronologia presenze e reti in nazionale
| Cronologia completa delle presenze e delle reti in nazionale ― Danimarca | Cronologia completa delle presenze e delle reti in nazionale ― Danimarca | Cronologia completa delle presenze e delle reti in nazionale ― Danimarca | Cronologia completa delle presenze e delle reti in nazionale ― Danimarca | Cronologia completa delle presenze e delle reti in nazionale ― Danimarca | Cronologia completa delle presenze e delle reti in nazionale ― Danimarca | Cronologia completa delle presenze e delle reti in nazionale ― Danimarca | Cronologia completa delle presenze e delle reti in nazionale ― Danimarca |
| Data                                                                     | Città                                                                    | In casa                                                                  | Risultato                                                                | Ospiti                                                                   | Competizione                                                             | Reti                                                                     | Note                                                                     |
| ------------------------------------------------------------------------ | ------------------------------------------------------------------------ | ------------------------------------------------------------------------ | ------------------------------------------------------------------------ | ------------------------------------------------------------------------ | ------------------------------------------------------------------------ | ------------------------------------------------------------------------ | ------------------------------------------------------------------------ |
| 24-10-2009                                                               | Aalborg                                                                  | Danimarca                                                                | 15 – 0                                                                   | Georgia                                                                  | Qual. Mondiali 2011                                                      | 3                                                                        |                                                                          |
| 28-10-2009                                                               | Sofia                                                                    | Bulgaria                                                                 | 0 – 0                                                                    | Danimarca                                                                | Qual. Mondiali 2011                                                      | -                                                                        | 73’                                                                      |
| 19-6-2010                                                                | Vejle                                                                    | Danimarca                                                                | 7 – 0                                                                    | Grecia                                                                   | Qual. Mondiali 2011                                                      | -                                                                        |                                                                          |
| 25-8-2010                                                                | Randers                                                                  | Danimarca                                                                | 0 – 0                                                                    | Scozia                                                                   | Qual. Mondiali 2011                                                      | -                                                                        | 82’                                                                      |
| 11-9-2010                                                                | Göteborg                                                                 | Svezia                                                                   | 2 – 1                                                                    | Danimarca                                                                | Qual. Mondiali 2011                                                      | -                                                                        |                                                                          |
| 16-9-2010                                                                | Vejle                                                                    | Danimarca                                                                | 2 – 2                                                                    | Svezia                                                                   | Qual. Mondiali 2011                                                      | -                                                                        | 63’                                                                      |
| 3-10-2010                                                                | Vejle                                                                    | Danimarca                                                                | 1 – 3                                                                    | Svizzera                                                                 | Qual. Mondiali 2011                                                      | 1                                                                        |                                                                          |
| 7-10-2010                                                                | Aarau                                                                    | Svizzera                                                                 | 0 – 0                                                                    | Danimarca                                                                | Qual. Mondiali 2011                                                      | -                                                                        | 69’                                                                      |
| 2-3-2011                                                                 | Algarve                                                                  | Cina                                                                     | 0 – 1                                                                    | Danimarca                                                                | Algarve Cup 2011 - 1º turno                                              | -                                                                        |                                                                          |
| 4-3-2011                                                                 | Algarve                                                                  | Danimarca                                                                | 1 – 3                                                                    | Svezia                                                                   | Algarve Cup 2011 - 1º turno                                              | -                                                                        | 60’                                                                      |
| 7-3-2011                                                                 | Algarve                                                                  | Danimarca                                                                | 0 – 1                                                                    | Islanda                                                                  | Algarve Cup 2011 - 1º turno                                              | -                                                                        |                                                                          |
| 9-3-2011                                                                 | Algarve                                                                  | Norvegia                                                                 | 0 – 0 (5 - 4 dtr)                                                        | Danimarca                                                                | Algarve Cup 2011 - Finale 5º posto                                       | -                                                                        | 46’                                                                      |
| 15-6-2011                                                                | Savièse                                                                  | Danimarca                                                                | 1 – 1                                                                    | Colombia                                                                 | Amichevole                                                               | -                                                                        |                                                                          |
| 18-6-2011                                                                | Apples                                                                   | Danimarca                                                                | 3 – 0                                                                    | Galles                                                                   | Amichevole                                                               | -                                                                        |                                                                          |
| 20-6-2011                                                                | Naters                                                                   | Danimarca                                                                | 1 – 0                                                                    | Nuova Zelanda                                                            | Amichevole                                                               | -                                                                        |                                                                          |
| 21-9-2011                                                                | Erevan                                                                   | Armenia                                                                  | 0 – 5                                                                    | Danimarca                                                                | Qual. Euro 2013                                                          | 1                                                                        |                                                                          |
| 22-10-2011                                                               | Vejle                                                                    | Danimarca                                                                | 3 – 0                                                                    | Austria                                                                  | Qual. Euro 2013                                                          | 3                                                                        |                                                                          |
| 26-10-2011                                                               | Barcelos                                                                 | Portogallo                                                               | 0 – 3                                                                    | Danimarca                                                                | Qual. Euro 2013                                                          | -                                                                        |                                                                          |
| 23-11-2011                                                               | Vejle                                                                    | Danimarca                                                                | 11 – 0                                                                   | Armenia                                                                  | Qual. Euro 2013                                                          | 3                                                                        |                                                                          |
| 8-12-2011                                                                | San Paolo                                                                | Cile                                                                     | 0 – 4                                                                    | Danimarca                                                                | Amichevole                                                               | 1                                                                        |                                                                          |
| 11-12-2011                                                               | San Paolo                                                                | Italia                                                                   | 2 – 2                                                                    | Danimarca                                                                | Amichevole                                                               | 1                                                                        |                                                                          |
| 15-12-2011                                                               | San Paolo                                                                | Brasile                                                                  | 0 – 1                                                                    | Danimarca                                                                | Amichevole                                                               | -                                                                        |                                                                          |
| 18-12-2011                                                               | San Paolo                                                                | Brasile                                                                  | 2 – 1                                                                    | Danimarca                                                                | Amichevole                                                               | 1                                                                        |                                                                          |
| 29-2-2012                                                                | Lagos                                                                    | Danimarca                                                                | 0 – 5                                                                    | Stati Uniti                                                              | Algarve Cup 2012 - 1º turno                                              | -                                                                        |                                                                          |
| 2-3-2012                                                                 | Parchal                                                                  | Danimarca                                                                | 0 – 2                                                                    | Giappone                                                                 | Algarve Cup 2012 - 1º turno                                              | -                                                                        |                                                                          |
| 5-3-2012                                                                 | Ferreiras                                                                | Danimarca                                                                | 1 – 0                                                                    | Norvegia                                                                 | Algarve Cup 2012 - 1º turno                                              | -                                                                        |                                                                          |
| 7-3-2012                                                                 | Ferreiras                                                                | Islanda                                                                  | 1 – 3                                                                    | Danimarca                                                                | Algarve Cup 2012 - Finale 5º posto                                       | -                                                                        |                                                                          |
| 4-4-2012                                                                 | Praga                                                                    | Rep. Ceca                                                                | 0 – 2                                                                    | Danimarca                                                                | Qual. Euro 2013                                                          | 1                                                                        |                                                                          |
| 20-6-2012                                                                | Vejle                                                                    | Danimarca                                                                | 1 – 0                                                                    | Rep. Ceca                                                                | Qual. Euro 2013                                                          | -                                                                        |                                                                          |
| 15-9-2012                                                                | Sankt Pölten                                                             | Austria                                                                  | 3 – 1                                                                    | Danimarca                                                                | Qual. Euro 2013                                                          | -                                                                        |                                                                          |
| 19-9-2012                                                                | Vejle                                                                    | Danimarca                                                                | 2 – 0                                                                    | Portogallo                                                               | Qual. Euro 2013                                                          | 1                                                                        |                                                                          |
| 9-12-2012                                                                | San Paolo                                                                | Messico                                                                  | 0 – 5                                                                    | Danimarca                                                                | Amichevole                                                               | 1                                                                        |                                                                          |
| 16-12-2012                                                               | San Paolo                                                                | Brasile                                                                  | 2 – 1                                                                    | Danimarca                                                                | Amichevole                                                               | -                                                                        |                                                                          |
| 19-12-2012                                                               | San Paolo                                                                | Brasile                                                                  | 2 – 2                                                                    | Danimarca                                                                | Amichevole                                                               | -                                                                        | 46’                                                                      |
| 12-2-2013                                                                | Madrid                                                                   | Spagna                                                                   | 2 – 2                                                                    | Danimarca                                                                | Amichevole                                                               | -                                                                        | 63’                                                                      |
| 6-3-2013                                                                 | Albufeira                                                                | Danimarca                                                                | 0 – 0                                                                    | Germania                                                                 | Algarve Cup 2013 - 1º turno                                              | -                                                                        | 80’                                                                      |
| 8-3-2013                                                                 | Parchal                                                                  | Danimarca                                                                | 0 – 0                                                                    | Norvegia                                                                 | Algarve Cup 2013 - 1º turno                                              | -                                                                        | 65’                                                                      |
| 11-3-2013                                                                | Faro                                                                     | Danimarca                                                                | 0 – 2                                                                    | Giappone                                                                 | Algarve Cup 2013 - 1º turno                                              | -                                                                        |                                                                          |
| 13-3-2013                                                                | Lagos                                                                    | Danimarca                                                                | 3 – 0                                                                    | Messico                                                                  | Algarve Cup 2013 - Finale 7º posto                                       | 1                                                                        |                                                                          |
| 5-4-2013                                                                 | Silkeborg                                                                | Danimarca                                                                | 0 – 1                                                                    | Paesi Bassi                                                              | Amichevole                                                               | -                                                                        |                                                                          |
| 8-4-2013                                                                 | Horsens                                                                  | Danimarca                                                                | 5 – 1                                                                    | Russia                                                                   | Amichevole                                                               | 3                                                                        |                                                                          |
| 20-6-2013                                                                | Viborg                                                                   | Danimarca                                                                | 2 – 0                                                                    | Islanda                                                                  | Amichevole                                                               | -                                                                        |                                                                          |
| 28-6-2013                                                                | Vejle                                                                    | Danimarca                                                                | 2 – 2                                                                    | Spagna                                                                   | Amichevole                                                               | -                                                                        |                                                                          |
| 10-7-2013                                                                | Göteborg                                                                 | Svezia                                                                   | 1 – 1                                                                    | Danimarca                                                                | Euro 2013 - 1º turno                                                     | -                                                                        |                                                                          |
| 13-7-2013                                                                | Halmstad                                                                 | Italia                                                                   | 2 – 1                                                                    | Danimarca                                                                | Euro 2013 - 1º turno                                                     | -                                                                        |                                                                          |
| 16-7-2013                                                                | Göteborg                                                                 | Danimarca                                                                | 1 – 1                                                                    | Finlandia                                                                | Euro 2013 - 1º turno                                                     | -                                                                        | 85’                                                                      |
| 22-7-2013                                                                | Linköping                                                                | Francia                                                                  | 1 – 1 (2 - 4 dtr)                                                        | Danimarca                                                                | Euro 2013 - Quarti di finale                                             | -                                                                        |                                                                          |
| 25-7-2013                                                                | Norrköping                                                               | Norvegia                                                                 | 1 – 1 (4 - 2 dtr)                                                        | Danimarca                                                                | Euro 2013 - Semifinale                                                   | -                                                                        |                                                                          |
| 25-9-2013                                                                | Budapest                                                                 | Ungheria                                                                 | 0 – 4                                                                    | Danimarca                                                                | Amichevole                                                               | 2                                                                        |                                                                          |
| 26-10-2013                                                               | Kruševac                                                                 | Serbia                                                                   | 1 – 1                                                                    | Danimarca                                                                | Qual. Mondiali 2015                                                      | 1                                                                        | 87’                                                                      |
| 31-10-2013                                                               | Vejle                                                                    | Danimarca                                                                | 0 – 1                                                                    | Svizzera                                                                 | Qual. Mondiali 2015                                                      | -                                                                        | 68’                                                                      |
| 24-11-2013                                                               | La Valletta                                                              | Malta                                                                    | 0 – 5                                                                    | Danimarca                                                                | Qual. Mondiali 2015                                                      | 1                                                                        | 73’                                                                      |
| 19-6-2014                                                                | Tel Aviv                                                                 | Israele                                                                  | 0 – 5                                                                    | Danimarca                                                                | Qual. Mondiali 2015                                                      | 1                                                                        | 46’                                                                      |
| 21-8-2014                                                                | Reykjavík                                                                | Islanda                                                                  | 0 – 1                                                                    | Danimarca                                                                | Qual. Mondiali 2015                                                      | 1                                                                        |                                                                          |
| 13-9-2014                                                                | Vejle                                                                    | Danimarca                                                                | 8 – 0                                                                    | Malta                                                                    | Qual. Mondiali 2015                                                      | -                                                                        |                                                                          |
| 17-9-2014                                                                | Copenaghen                                                               | Danimarca                                                                | 0 – 1                                                                    | Israele                                                                  | Qual. Mondiali 2015                                                      | -                                                                        |                                                                          |
| 12-01-2015                                                               | Belek                                                                    | Danimarca                                                                | 1 – 1                                                                    | Nuova Zelanda                                                            | Amichevole                                                               | -                                                                        |                                                                          |
| 15-01-2015                                                               | Belek                                                                    | Danimarca                                                                | 2 – 3                                                                    | Nuova Zelanda                                                            | Amichevole                                                               | -                                                                        |                                                                          |
| 4-3-2015                                                                 | Parchal                                                                  | Giappone                                                                 | 1 – 2                                                                    | Danimarca                                                                | Algarve Cup 2015 - 1º turno                                              | -                                                                        | 90+2’                                                                    |
| 6-3-2015                                                                 | Algarve                                                                  | Francia                                                                  | 4 – 1                                                                    | Danimarca                                                                | Algarve Cup 2015 - 1º turno                                              | -                                                                        | 51’                                                                      |
| 9-3-2015                                                                 | Albufeira                                                                | Portogallo                                                               | 2 – 2                                                                    | Danimarca                                                                | Algarve Cup 2015 - 1º turno                                              | -                                                                        | 57’                                                                      |
| 11-3-2015                                                                | Albufeira                                                                | Norvegia                                                                 | 5 – 2                                                                    | Danimarca                                                                | Algarve Cup 2015 - Finale 5º posto                                       | 2                                                                        | 46’                                                                      |
| 8-4-2015                                                                 | Stoccolma                                                                | Svezia                                                                   | 3 – 3                                                                    | Danimarca                                                                | Amichevole                                                               | 1                                                                        |                                                                          |
| 17-9-2015                                                                | Mogosoaia                                                                | Romania                                                                  | 0 – 2                                                                    | Danimarca                                                                | Amichevole                                                               | -                                                                        |                                                                          |
| 22-9-2015                                                                | Bienne                                                                   | Svizzera                                                                 | 4 – 1                                                                    | Danimarca                                                                | Amichevole                                                               | -                                                                        |                                                                          |
| 22-10-2015                                                               | Viborg                                                                   | Danimarca                                                                | 4 – 0                                                                    | Moldavia                                                                 | Qual. Euro 2017                                                          | 1                                                                        |                                                                          |
| 27-10-2015                                                               | Göteborg                                                                 | Svezia                                                                   | 1 – 0                                                                    | Danimarca                                                                | Qual. Euro 2017                                                          | -                                                                        |                                                                          |
| 26-11-2015                                                               | Košice                                                                   | Slovacchia                                                               | 0 – 1                                                                    | Danimarca                                                                | Qual. Euro 2017                                                          | -                                                                        |                                                                          |
| 22-1-2016                                                                | Belek                                                                    | Paesi Bassi                                                              | 0 – 2                                                                    | Danimarca                                                                | Amichevole                                                               | -                                                                        |                                                                          |
| 25-1-2016                                                                | Belek                                                                    | Paesi Bassi                                                              | 1 – 2                                                                    | Danimarca                                                                | Amichevole                                                               | -                                                                        |                                                                          |
| 2-3-2016                                                                 | Albufeira                                                                | Canada                                                                   | 0 – 1                                                                    | Danimarca                                                                | Algarve Cup 2016 - 1º turno                                              | -                                                                        | cap.                                                                     |
| 4-3-2016                                                                 | Parchal                                                                  | Danimarca                                                                | 1 – 4                                                                    | Islanda                                                                  | Algarve Cup 2016 - 1º turno                                              | -                                                                        | cap.                                                                     |
| 7-4-2016                                                                 | Tychy                                                                    | Polonia                                                                  | 0 – 0                                                                    | Danimarca                                                                | Qual. Euro 2017                                                          | -                                                                        | cap.                                                                     |
| 2-6-2016                                                                 | Viborg                                                                   | Danimarca                                                                | 4 – 0                                                                    | Slovacchia                                                               | Qual. Euro 2017                                                          | 1                                                                        | cap.                                                                     |
| 7-6-2016                                                                 | Viborg                                                                   | Danimarca                                                                | 6 – 0                                                                    | Polonia                                                                  | Qual. Euro 2017                                                          | 2                                                                        | cap. 52’                                                                 |
| 15-9-2016                                                                | Chișinău                                                                 | Moldavia                                                                 | 0 – 5                                                                    | Danimarca                                                                | Qual. Euro 2017                                                          | 3                                                                        | cap.                                                                     |
| 20-9-2016                                                                | Viborg                                                                   | Danimarca                                                                | 2 – 0                                                                    | Svezia                                                                   | Qual. Euro 2017                                                          | -                                                                        | cap.                                                                     |
| 28-11-2016                                                               | Tubize                                                                   | Belgio                                                                   | 1 – 3                                                                    | Danimarca                                                                | Amichevole                                                               | 2                                                                        | cap.                                                                     |
| 20-1-2017                                                                | Larnaca                                                                  | Scozia                                                                   | 2 – 2                                                                    | Danimarca                                                                | Amichevole                                                               | 1                                                                        | cap.                                                                     |
| 23-1-2017                                                                | Paralimni                                                                | Scozia                                                                   | 1 – 1                                                                    | Danimarca                                                                | Amichevole                                                               | -                                                                        | cap. 46’                                                                 |
| 1-3-2017                                                                 | Lagos                                                                    | Danimarca                                                                | 0 – 1                                                                    | Canada                                                                   | Algarve Cup 2017 - 1º turno                                              | -                                                                        | cap.                                                                     |
| 6-3-2017                                                                 | Parchal                                                                  | Russia                                                                   | 1 – 6                                                                    | Danimarca                                                                | Algarve Cup 2017 - 1º turno                                              | 3                                                                        | cap. 85’                                                                 |
| 8-3-2017                                                                 | Albufeira                                                                | Australia                                                                | 1 – 1                                                                    | Danimarca                                                                | Algarve Cup 2017 - Finale 3º posto                                       | 1                                                                        | cap.                                                                     |
| 11-4-2017                                                                | Slagelse                                                                 | Danimarca                                                                | 5 – 0                                                                    | Finlandia                                                                | Amichevole                                                               | 1                                                                        | cap. 83’                                                                 |
| 1-7-2017                                                                 | Gladsaxe                                                                 | Danimarca                                                                | 1 – 2                                                                    | Inghilterra                                                              | Amichevole                                                               | 1                                                                        | cap.                                                                     |
| 6-7-2017                                                                 | Vienna                                                                   | Austria                                                                  | 4 – 2                                                                    | Danimarca                                                                | Amichevole                                                               | -                                                                        | cap.                                                                     |
| 16-7-2017                                                                | Doetinchem                                                               | Danimarca                                                                | 1 – 0                                                                    | Belgio                                                                   | Euro 2017 - 1º turno                                                     | -                                                                        | cap.                                                                     |
| 20-7-2017                                                                | Rotterdam                                                                | Paesi Bassi                                                              | 1 – 0                                                                    | Danimarca                                                                | Euro 2017 - 1º turno                                                     | -                                                                        | cap.                                                                     |
| 24-7-2017                                                                | Deventer                                                                 | Norvegia                                                                 | 0 – 1                                                                    | Danimarca                                                                | Euro 2017 - 1º turno                                                     | -                                                                        | cap.                                                                     |
| 30-7-2017                                                                | Rotterdam                                                                | Germania                                                                 | 1 – 2                                                                    | Danimarca                                                                | Euro 2017 - Quarti di finale                                             | -                                                                        | cap.                                                                     |
| 3-8-2017                                                                 | Breda                                                                    | Danimarca                                                                | 0 – 0 (3 - 0 dtr)                                                        | Austria                                                                  | Euro 2017 - Semifinale                                                   | -                                                                        | cap. 80’                                                                 |
| 6-8-2017                                                                 | Enschede                                                                 | Paesi Bassi                                                              | 4 – 2                                                                    | Danimarca                                                                | Euro 2017 - Finale                                                       | 1                                                                        | cap. 72’                                                                 |
| 19-9-2017                                                                | Győr                                                                     | Ungheria                                                                 | 1 – 6                                                                    | Danimarca                                                                | Qual. Mondiali 2019                                                      | 1                                                                        | cap.                                                                     |
| 24-10-2017                                                               | Zagabria                                                                 | Croazia                                                                  | 0 – 4                                                                    | Danimarca                                                                | Qual. Mondiali 2019                                                      | 2                                                                        | cap.                                                                     |
| 22-1-2018                                                                | San Diego                                                                | Stati Uniti                                                              | 5 – 1                                                                    | Danimarca                                                                | Amichevole                                                               | -                                                                        | cap. 21’                                                                 |
| 28-2-2018                                                                | Lagos                                                                    | Danimarca                                                                | 0 – 0                                                                    | Islanda                                                                  | Algarve Cup 2018 - 1º turno                                              | -                                                                        | cap.                                                                     |
| 2-3-2018                                                                 | Vila Real de Santo António                                               | Danimarca                                                                | 2 – 3                                                                    | Paesi Bassi                                                              | Algarve Cup 2018 - 1º turno                                              | 1                                                                        | cap. 77’                                                                 |
| 5-3-2018                                                                 | Faro                                                                     | Giappone                                                                 | 2 – 0                                                                    | Danimarca                                                                | Algarve Cup 2018 - 1º turno                                              | -                                                                        | cap. 63’                                                                 |
| 9-4-2018                                                                 | Viborg                                                                   | Danimarca                                                                | 1 – 0                                                                    | Ucraina                                                                  | Qual. Mondiali 2019                                                      | -                                                                        | cap.                                                                     |
| 8-6-2018                                                                 | Leopoli                                                                  | Ucraina                                                                  | 1 – 5                                                                    | Danimarca                                                                | Qual. Mondiali 2019                                                      | 1                                                                        | cap.                                                                     |
| 13-6-2018                                                                | Viborg                                                                   | Danimarca                                                                | 5 – 1                                                                    | Ungheria                                                                 | Qual. Mondiali 2019                                                      | 1                                                                        | cap.                                                                     |
| 30-8-2018                                                                | Viborg                                                                   | Danimarca                                                                | 1 – 1                                                                    | Croazia                                                                  | Qual. Mondiali 2019                                                      | -                                                                        | cap.                                                                     |
| 4-9-2018                                                                 | Viborg                                                                   | Danimarca                                                                | 0 – 1                                                                    | Svezia                                                                   | Qual. Mondiali 2019                                                      | -                                                                        | cap.                                                                     |
| 5-10-2018                                                                | Breda                                                                    | Paesi Bassi                                                              | 2 – 0                                                                    | Danimarca                                                                | Qual. Mondiali 2019                                                      | -                                                                        | cap.                                                                     |
| 9-10-2018                                                                | Viborg                                                                   | Danimarca                                                                | 1 – 2                                                                    | Paesi Bassi                                                              | Qual. Mondiali 2019                                                      | -                                                                        | cap.                                                                     |
| 21-1-2019                                                                | Larnaca                                                                  | Danimarca                                                                | 1 – 0                                                                    | Finlandia                                                                | Amichevole                                                               | -                                                                        | cap. 46’                                                                 |
| 27-2-2019                                                                | Algarve                                                                  | Norvegia                                                                 | 2 – 1                                                                    | Danimarca                                                                | Algarve Cup 2019 - 1º turno                                              | -                                                                        | cap.                                                                     |
| 4-3-2019                                                                 | Vila Real de Santo António                                               | Danimarca                                                                | 1 – 0                                                                    | Cina                                                                     | Algarve Cup 2019 - 1º turno                                              | 1                                                                        | cap.                                                                     |
| 6-3-2019                                                                 | Algarve                                                                  | Scozia                                                                   | 1 – 0                                                                    | Danimarca                                                                | Algarve Cup 2019 - Finale 5º posto                                       | -                                                                        | cap. 59’                                                                 |
| 8-4-2019                                                                 | Strasburgo                                                               | Francia                                                                  | 4 – 0                                                                    | Danimarca                                                                | Amichevole                                                               | -                                                                        | cap.                                                                     |
| 25-5-2019                                                                | Londra                                                                   | Inghilterra                                                              | 2 – 0                                                                    | Danimarca                                                                | Amichevole                                                               | -                                                                        | cap.                                                                     |
| 29-8-2019                                                                | Viborg                                                                   | Danimarca                                                                | 8 – 0                                                                    | Malta                                                                    | Qual. Euro 2022                                                          | 1                                                                        | cap. 46’                                                                 |
| 3-9-2019                                                                 | Tel Aviv                                                                 | Israele                                                                  | 0 – 3                                                                    | Danimarca                                                                | Qual. Euro 2022                                                          | 1                                                                        | cap.                                                                     |
| 4-10-2019                                                                | Viborg                                                                   | Danimarca                                                                | 2 – 0                                                                    | Bosnia ed Erzegovina                                                     | Qual. Euro 2022                                                          | -                                                                        | cap.                                                                     |
| 8-10-2019                                                                | Tbilisi                                                                  | Georgia                                                                  | 0 – 2                                                                    | Danimarca                                                                | Qual. Euro 2022                                                          | -                                                                        | cap.                                                                     |
| 12-11-2019                                                               | Viborg                                                                   | Danimarca                                                                | 14 – 0                                                                   | Georgia                                                                  | Qual. Euro 2022                                                          | 3                                                                        | cap.                                                                     |
| 4-3-2020                                                                 | Parchal                                                                  | Danimarca                                                                | 1 – 2                                                                    | Norvegia                                                                 | Algarve Cup 2020 - 1º turno                                              | 1                                                                        | cap. 61’                                                                 |
| 7-3-2020                                                                 | Lagos                                                                    | Danimarca                                                                | 2 – 1                                                                    | Svezia                                                                   | Algarve Cup 2020 - 1º turno                                              | -                                                                        | cap. 46’                                                                 |
| 10-3-2020                                                                | Lagos                                                                    | Belgio                                                                   | 0 – 4                                                                    | Danimarca                                                                | Algarve Cup 2020 - Finale 5º posto                                       | 1                                                                        | cap. 70’                                                                 |
| 17-9-2020                                                                | Zenica                                                                   | Bosnia ed Erzegovina                                                     | 0 – 4                                                                    | Danimarca                                                                | Qual. Euro 2022                                                          | -                                                                        | cap.                                                                     |
| 22-9-2020                                                                | Ta' Qali                                                                 | Malta                                                                    | 0 – 8                                                                    | Danimarca                                                                | Qual. Euro 2022                                                          | 1                                                                        | cap. 66’                                                                 |
| 21-10-2020                                                               | Gladsaxe                                                                 | Danimarca                                                                | 4 – 0                                                                    | Israele                                                                  | Qual. Euro 2022                                                          | 2                                                                        | cap.                                                                     |
| 27-10-2020                                                               | Empoli                                                                   | Italia                                                                   | 1 – 3                                                                    | Danimarca                                                                | Qual. Euro 2022                                                          | -                                                                        | cap.                                                                     |
| 1-12-2020                                                                | Viborg                                                                   | Danimarca                                                                | 0 – 0                                                                    | Italia                                                                   | Qual. Euro 2022                                                          | -                                                                        | cap.                                                                     |
| 8-4-2021                                                                 | Dublino                                                                  | Irlanda                                                                  | 0 – 1                                                                    | Danimarca                                                                | Amichevole                                                               | -                                                                        | cap.                                                                     |
| 13-4-2021                                                                | Cardiff                                                                  | Galles                                                                   | 1 – 1                                                                    | Danimarca                                                                | Amichevole                                                               | 1                                                                        | cap. 73’                                                                 |
| 10-6-2021                                                                | Horsens                                                                  | Danimarca                                                                | 3 – 2                                                                    | Australia                                                                | Amichevole                                                               | -                                                                        | cap. 84’                                                                 |
| 15-6-2021                                                                | Madrid                                                                   | Spagna                                                                   | 3 – 0                                                                    | Danimarca                                                                | Amichevole                                                               | -                                                                        | cap. 79’                                                                 |
| 16-9-2021                                                                | Viborg                                                                   | Danimarca                                                                | 7 – 0                                                                    | Malta                                                                    | Qual. Mondiali 2023                                                      | 1                                                                        | cap. 73’                                                                 |
| 21-9-2021                                                                | Baku                                                                     | Azerbaigian                                                              | 0 – 8                                                                    | Danimarca                                                                | Qual. Mondiali 2023                                                      | -                                                                        | cap. 58’                                                                 |
| 21-10-2021                                                               | Viborg                                                                   | Danimarca                                                                | 8 – 0                                                                    | Bosnia ed Erzegovina                                                     | Qual. Mondiali 2023                                                      | 1                                                                        | cap.                                                                     |
| 12-6-2022                                                                | Vienna                                                                   | Austria                                                                  | 1 – 2                                                                    | Danimarca                                                                | Amichevole                                                               | 1                                                                        | cap. 65’                                                                 |
| 24-6-2022                                                                | Copenaghen                                                               | Danimarca                                                                | 2 – 1                                                                    | Brasile                                                                  | Amichevole                                                               | -                                                                        | cap.                                                                     |
| 29-6-2022                                                                | Viborg                                                                   | Danimarca                                                                | 1 – 2                                                                    | Norvegia                                                                 | Amichevole                                                               | -                                                                        | cap. 86’                                                                 |
| 8-7-2022                                                                 | Londra                                                                   | Germania                                                                 | 4 – 0                                                                    | Danimarca                                                                | Euro 2022 - 1º turno                                                     | -                                                                        | cap.                                                                     |
| 12-7-2022                                                                | Milton Keynes                                                            | Danimarca                                                                | 1 – 0                                                                    | Finlandia                                                                | Euro 2022 - 1º turno                                                     | 1                                                                        | cap. 87’                                                                 |
| 16-7-2022                                                                | Londra                                                                   | Danimarca                                                                | 0 – 1                                                                    | Spagna                                                                   | Euro 2022 - 1º turno                                                     | -                                                                        | cap.                                                                     |
| 1-9-2022                                                                 | Viborg                                                                   | Danimarca                                                                | 5 – 1                                                                    | Montenegro                                                               | Qual. Mondiali 2023                                                      | 1                                                                        | cap.                                                                     |
| 11-10-2022                                                               | Viborg                                                                   | Danimarca                                                                | 1 – 3                                                                    | Australia                                                                | Amichevole                                                               | -                                                                        | cap. 61’                                                                 |
| 11-11-2022                                                               | Sciaffusa                                                                | Svizzera                                                                 | 1 – 2                                                                    | Danimarca                                                                | Amichevole                                                               | -                                                                        | cap.                                                                     |
| 5-7-2023                                                                 | Gladsaxe                                                                 | Danimarca                                                                | 0 – 2                                                                    | Spagna                                                                   | Amichevole                                                               | -                                                                        |                                                                          |
| 22-7-2023                                                                | Perth                                                                    | Danimarca                                                                | 1 – 0                                                                    | Cina                                                                     | Mondiali 2023 - 1º turno                                                 | -                                                                        | cap.                                                                     |
| 28-7-2023                                                                | Sydney                                                                   | Inghilterra                                                              | 1 – 0                                                                    | Danimarca                                                                | Mondiali 2023 - 1º turno                                                 | -                                                                        | cap.                                                                     |
| 1-8-2023                                                                 | Perth                                                                    | Haiti                                                                    | 0 – 2                                                                    | Danimarca                                                                | Mondiali 2023 - 1º turno                                                 | 1                                                                        | cap. 90+2’                                                               |
| 7-8-2023                                                                 | Sydney                                                                   | Australia                                                                | 2 – 0                                                                    | Danimarca                                                                | Mondiali 2023 - Ottavi di finale                                         | -                                                                        | cap.                                                                     |
| 22-9-2023                                                                | Viborg                                                                   | Danimarca                                                                | 2 – 0                                                                    | Germania                                                                 | UEFA Women's Nations League 2023-2024 - 1º turno                         | -                                                                        | cap.                                                                     |
| 26-9-2023                                                                | Cardiff                                                                  | Galles                                                                   | 1 – 5                                                                    | Danimarca                                                                | UEFA Women's Nations League 2023-2024 - 1º turno                         | 3                                                                        | cap. 90+1’                                                               |
| 28-2-2024                                                                | Marbella                                                                 | Danimarca                                                                | 1 – 1                                                                    | Austria                                                                  | Amichevole                                                               | 1                                                                        | cap.                                                                     |
| 5-4-2024                                                                 | Uherské Hradiště                                                         | Rep. Ceca                                                                | 1 – 3                                                                    | Danimarca                                                                | Qual. Euro 2025                                                          | -                                                                        | cap.                                                                     |
| 9-4-2024                                                                 | Viborg                                                                   | Danimarca                                                                | 4 – 2                                                                    | Belgio                                                                   | Qual. Euro 2025                                                          | -                                                                        | cap.                                                                     |
| 31-5-2024                                                                | Vejle                                                                    | Danimarca                                                                | 0 – 2                                                                    | Spagna                                                                   | Qual. Euro 2025                                                          | -                                                                        | cap.                                                                     |
| 4-6-2024                                                                 | Santa Cruz                                                               | Spagna                                                                   | 3 – 2                                                                    | Danimarca                                                                | Qual. Euro 2025                                                          | -                                                                        | cap.                                                                     |
| 12-7-2024                                                                | Sint-Truiden                                                             | Belgio                                                                   | 0 – 3                                                                    | Danimarca                                                                | Qual. Euro 2025                                                          | 1                                                                        | cap.                                                                     |
| 16-7-2024                                                                | Vejle                                                                    | Danimarca                                                                | 2 – 0                                                                    | Rep. Ceca                                                                | Qual. Euro 2025                                                          | -                                                                        | cap.                                                                     |
| 29-10-2024                                                               | Esbjerg                                                                  | Danimarca                                                                | 1 – 2                                                                    | Paesi Bassi                                                              | Amichevole                                                               | -                                                                        | cap. 51’                                                                 |
| 2-12-2024                                                                | San Pedro del Pinatar                                                    | Danimarca                                                                | 2 – 0                                                                    | Islanda                                                                  | Amichevole                                                               | -                                                                        | cap.                                                                     |
| 21-2-2025                                                                | Odense                                                                   | Danimarca                                                                | 1 – 2                                                                    | Svezia                                                                   | UEFA Women's Nations League 2025 - 1º turno                              | 1                                                                        | cap.                                                                     |
| 25-2-2025                                                                | La Spezia                                                                | Italia                                                                   | 1 – 3                                                                    | Danimarca                                                                | UEFA Women's Nations League 2025 - 1º turno                              | -                                                                        | cap.                                                                     |
| 4-4-2025                                                                 | Cardiff                                                                  | Galles                                                                   | 1 – 2                                                                    | Danimarca                                                                | UEFA Women's Nations League 2025 - 1º turno                              | -                                                                        | cap.                                                                     |
| 8-4-2025                                                                 | Herning                                                                  | Danimarca                                                                | 0 – 3                                                                    | Italia                                                                   | UEFA Women's Nations League 2025 - 1º turno                              | -                                                                        | cap.                                                                     |
| 30-5-2025                                                                | Odense                                                                   | Danimarca                                                                | 1 – 0                                                                    | Galles                                                                   | UEFA Women's Nations League 2025 - 1º turno                              | 1                                                                        | cap. 32’                                                                 |
| 3-6-2025                                                                 | Solna                                                                    | Svezia                                                                   | 6 – 1                                                                    | Danimarca                                                                | UEFA Women's Nations League 2025 - 1º turno                              | -                                                                        | cap.                                                                     |
| 4-7-2025                                                                 | Ginevra                                                                  | Danimarca                                                                | 0 – 1                                                                    | Svezia                                                                   | Euro 2025 - 1º turno                                                     | -                                                                        | cap.                                                                     |
| 8-7-2025                                                                 | Basilea                                                                  | Germania                                                                 | 2 – 1                                                                    | Danimarca                                                                | Euro 2025 - 1º turno                                                     | -                                                                        | cap.                                                                     |
| 12-7-2025                                                                | Lucerna                                                                  | Polonia                                                                  | 3 – 2                                                                    | Danimarca                                                                | Euro 2025 - 1º turno                                                     | -                                                                        | cap. 25’                                                                 |
| Totale                                                                   |                                                                          | Presenze                                                                 | 165                                                                      |                                                                          | Reti                                                                     | 78                                                                       |                                                                          |

## Palmarès

### Club
- Campionato svedese: 1

Linköping: 2016
- Coppa di Svezia: 2

Linköping: 2013-2014, 2014-2015
- Campionato tedesco: 6

Wolfsburg: 2016-2017, 2017-2018, 2018-2019, 2019-2020
Bayern Monaco: 2023-2024, 2024-2025
- Campionato inglese: 3

Chelsea: 2020-2021, 2021-2022, 2022-2023
- Coppa di Germania: 5

Wolfsburg: 2016-2017, 2017-2018, 2018-2019, 2019-2020, 2024-2025
- Women's FA Cup: 3

Chelsea: 2020-2021, 2021-2022, 2022-2023
- FA Women's League Cup: 1

Chelsea: 2020-2021
- Supercoppa di Germania: 1

Bayern Monaco: 2024

### Individuale
- Capocannoniere della Damallsvenskan: 1

2016 (24 reti)
- Capocannoniere dell'Algarve Cup: 1

2017 (4 reti ex aequo con Kumi Yokoyama)
- Capocannoniere della Frauen-Bundesliga: 2

2017-2018 (17 reti), 2019-2020 (27 reti)
- Capocannoniere della UEFA Women's Champions League: 1

2018-2019 (8 reti)
- UEFA Women's Player of the Year Award: 2

2017-2018, 2019-2020
- UEFA Club Football Awards: 1

Miglior attaccante: 2019-2020
- Calciatrice danese dell'anno: 8[23]

2012, 2015, 2016, 2017, 2018, 2019, 2020, 2024
- Miglior calciatrice del campionato svedese: 2

2015, 2016
- Migliore attaccante del campionato svedese: 2

2015, 2016
- Miglior calciatrice del campionato tedesco: 1

2020
- Miglior calciatrice dell'anno IFFHS: 1

2020